# Ibanag

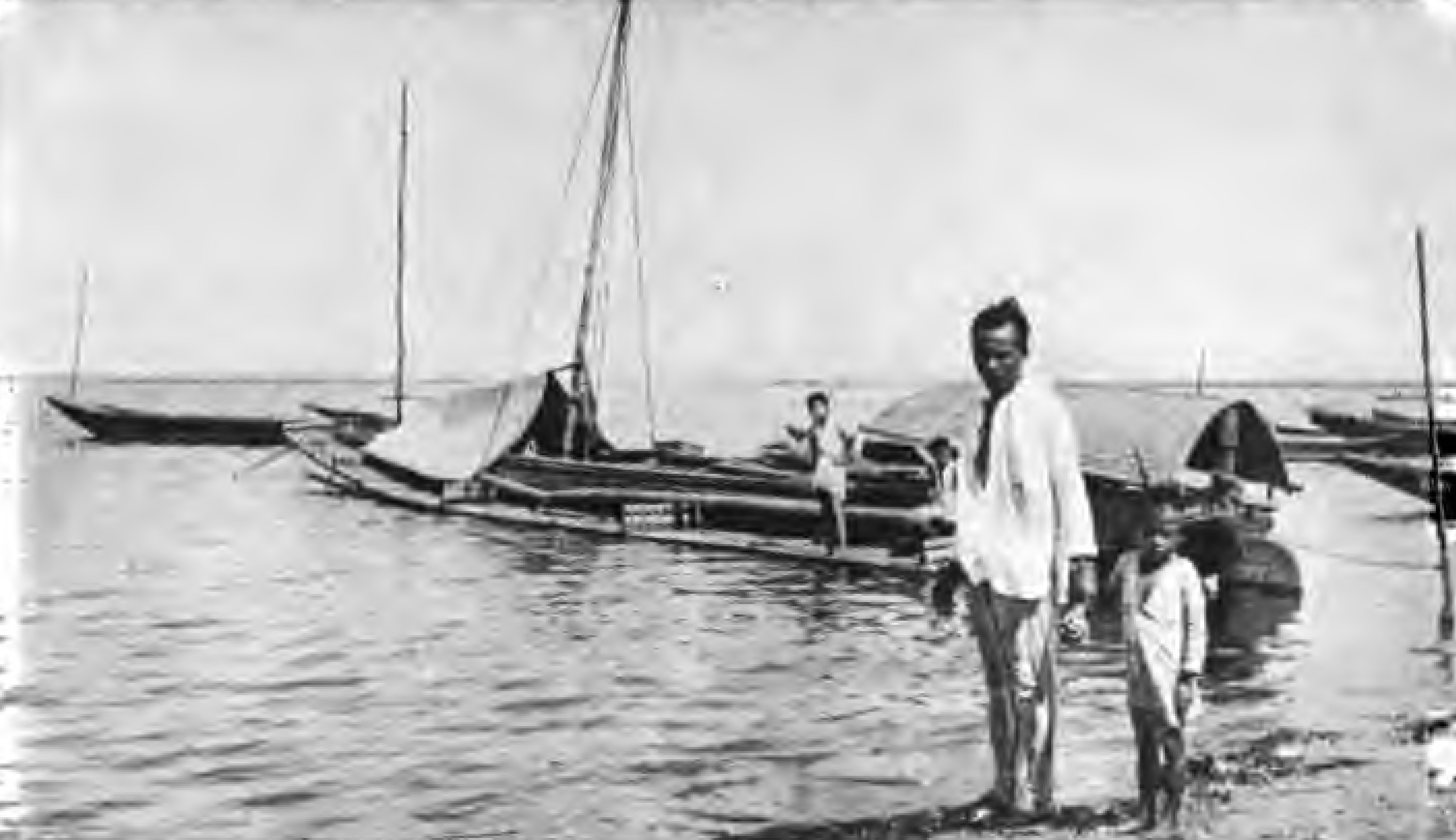

Die Ibanag sind ein Volk auf den Philippinen und auch der Name der von ihnen gesprochenen Sprache.

## Volk
Mit etwas mehr als 500.000 Menschen sind die Ibanag eine der größten ethnischen Minderheiten in den Philippinen. Das Volk lebt auf der Insel Luzon, hauptsächlich in den Provinzen Cagayan, Isabela und Nueva Vizcaya.
Der Name setzt sich zusammen aus "I" für Volk und "Bannag" für Fluss.
Ibanag kann unterschiedlich geschrieben werden, Varianten sind "Ybanag", "Ybanak" oder "Ibanak".

## Sprache
Wegen der Bestrebungen der philippinischen Regierung, kleinere Sprachen zu verdrängen und die Sprache Filipino als Nationalsprache durchzusetzen, wird die Sprache Ibanag nicht länger in den Schulen unterrichtet. Dadurch verschwindet diese Sprache allmählich. Außerdem sprechen viele Ibanag Ilokano, welche sich in den letzten Jahren zu einer der wichtigsten Sprachen der Region entwickelte.